# Área de Proteção Ambiental de Upaon-Açu-Miritiba-Alto Preguiças
A Área de Proteção Ambiental de Upaon-Açu-Miritiba- Alto Preguiças é uma unidade de conservação do Maranhão, localizada no Litoral Oriental e no Golfão Maranhense, com uma área de aproximadamente 1.535.310 hectares.

## Histórico
A APA foi criada pelo Decreto Nº 12.428 de 05 de junho de 1992, sendo uma região caracterizada pelas formações pioneiras representadas pela vegetação de mangue e restinga, cerrado e áreas de contato floresta decidual/cerrado/caatinga.
Abrange as cidades de Axixá, Bacabeira, Barreirinhas, Belágua, Cachoeira Grande. Humberto de Campos, Icatu, Itapecuru Mirim , Morros, Paço do Lumiar, Presidente Juscelino, Presidente Vargas, Primeira Cruz, Raposa, Rosário, Santa Quitéria do Maranhão, Santa Rita, Santo Amaro do Maranhão, São Benedito do Rio Preto, São José de Ribamar, São Luís e Urbano Santos.
A APA foi criada com o objetivo de disciplinar o uso e ocupação do solo, a exploração dos recursos naturais, as atividades de caça e pesca, proteção à fauna e flora, manutenção da biocenose dos ecossistemas e o padrão de qualidade das águas.

## Vegetação
A Amazônia corresponde a 18% da área da unidade de conservação, o Cerrado a 63% e a Zona Costeira e Marítima a 19%, ocupando uma vasta região e uma variedade de ecossistemas desde a ilha de Upaon-Açu (Mangues), a baía de São José, a região de Bacabeira (Campos Alagados), a foz do rio Itapecuru, o baixo rio Munim, o rio Periá em Humberto de Campos (o antigo município de Miritiba de São José do Piriá) até Barreirinhas (Cerrado).
É uma região que apresenta uma rica biodiversidade, tanto da fauna quanto da flora. Pode-se encontrar vegetação de restinga, cerrado e caatinga como alecrim-da-praia (Bulbostylls capillaris C. B. Clarck), babaçu-do-cerrado (Orbignya oleifera) e sabiá (Mimosa caesaipiniaefolia Benth), respectivamente.  Ocupa também a região do Campo de Perizes, uma planície fluvio-marinha, formada por campos alagados, na região de Bacabeira.

## Fauna

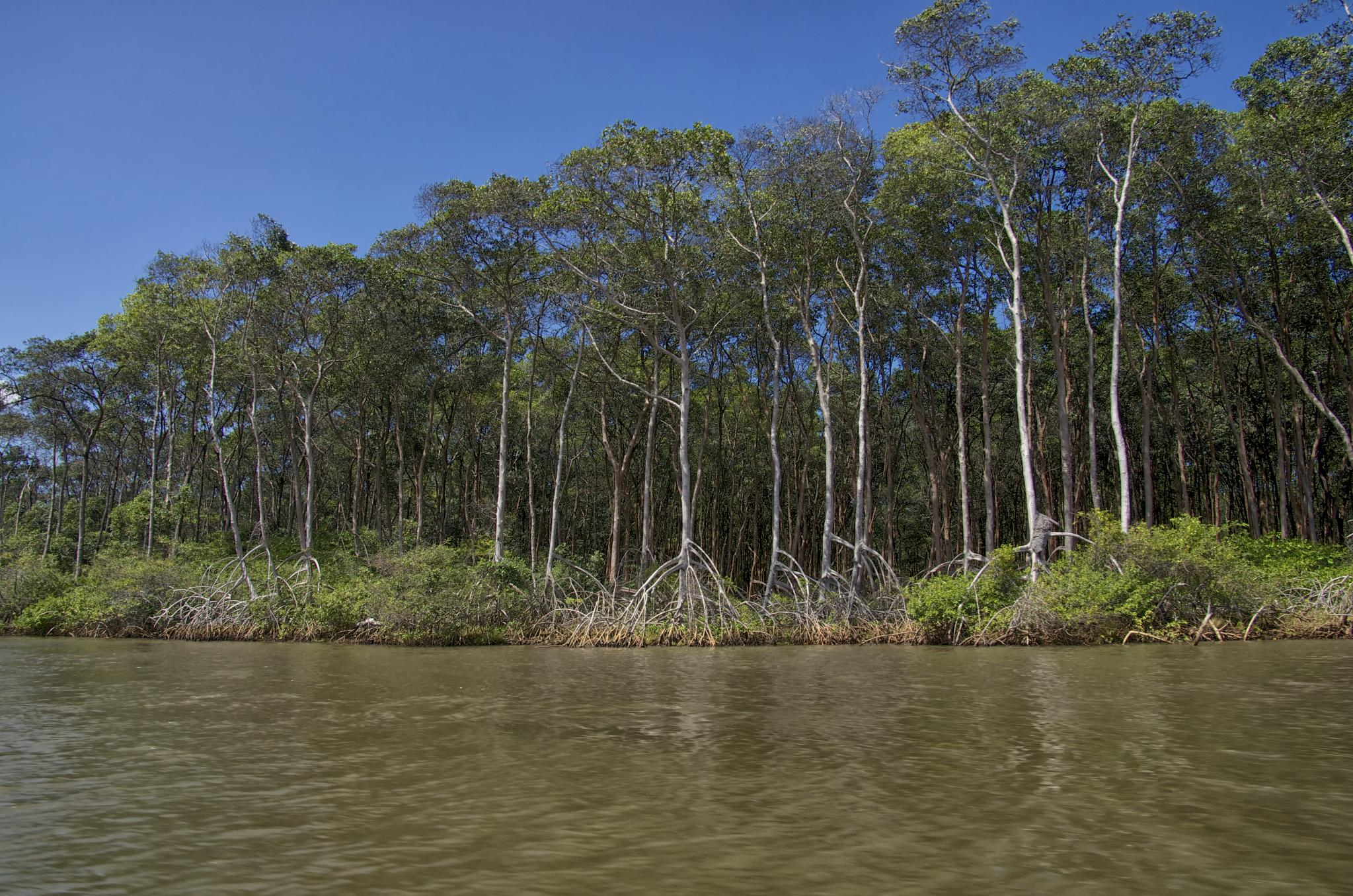
Manguezais no rio Preguiças

Já a fauna é representada pelo peixe-boi marinho (Trichechus manatus), reptéis como a pininga (Trachemys adiutrix), pela avifauna, tanto residente como migratória como, marrecas, pernaltas, maçaricos, batuíras, entre outras. As principais espécies da ictiofauna são a tainha, a sardinha, a pescada, a serra, o bandeirado e o camurupim.
Abriga também a fauna de elasmobrânquios (tubarões), tipicamente costeira, predominando juvenis por se tratar de área de parto e berçário para a maioria das espécies. É frequente a ocorrência de fêmeas grávidas que se aproximam das reentrâncias para o parto. Essa área é considerada um importante criadouro para elasmobrânquios merecendo cuidados especiais no que se refere ao desenvolvimento da pesca.